# Alexander van Württemberg

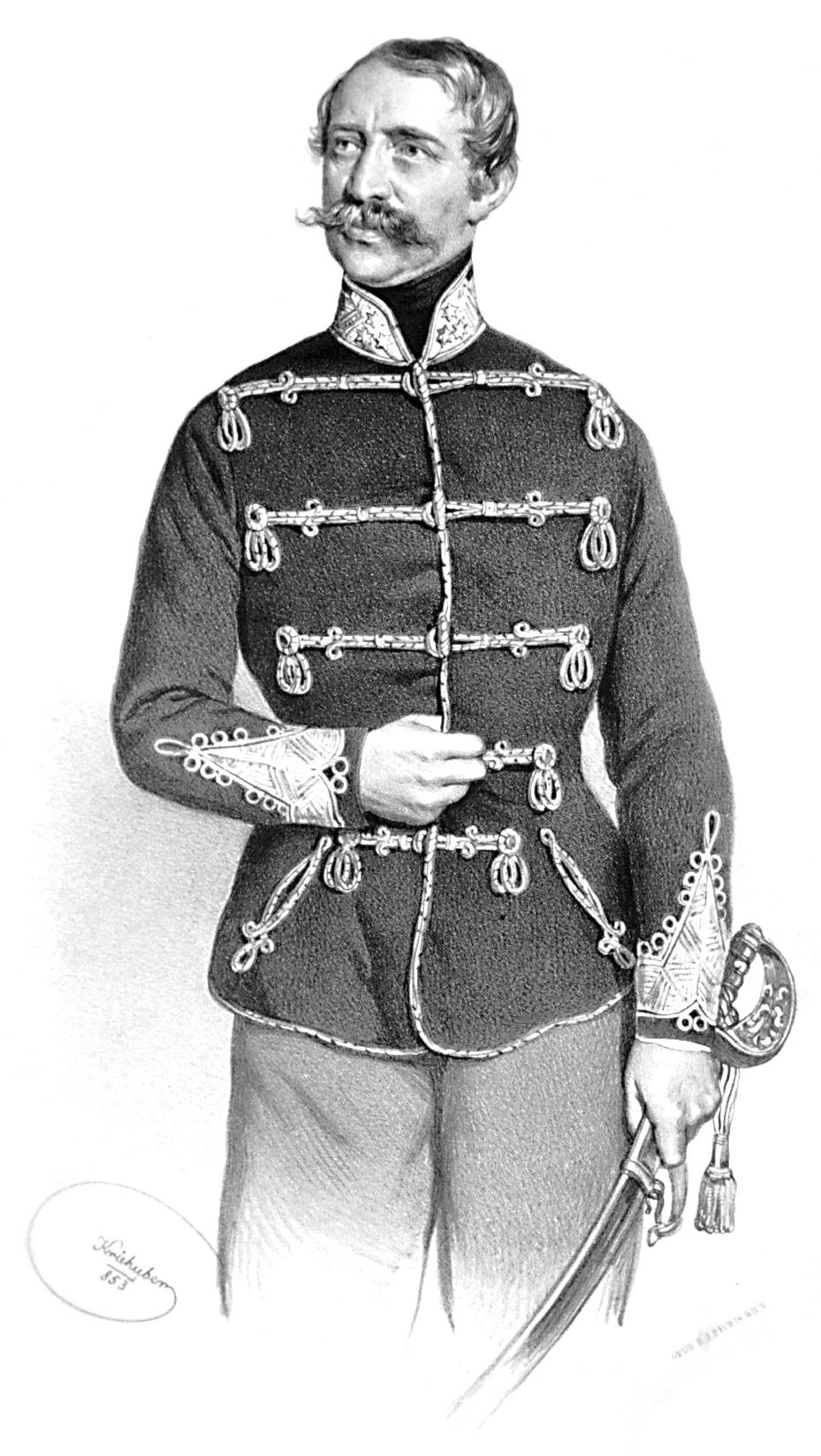
Alexander von Württemberg, 1856

Alexander Paul Lodewijk Constantijn (Pavlovsk (Sint-Petersburg), 9 september 1804 — Tüffer, Stiermarken, 4 juli 1885), hertog van Württemberg, was de zoon van hertog Lodewijk van Württemberg en prinses Henriëtte van Nassau-Weilburg. 
Hij trouwde op 2 mei 1835 morganatisch met gravin Claudine Rhédey van Kis-Rhéde (1812-1841). Alexander en Claudine kregen drie kinderen:
- Claudine (1836-1894)
- Frans (1837-1900)
- Amalie (1838-1893)

Omdat het huwelijk morganatisch was, hadden hun kinderen geen rechten op de troon van het koninkrijk Württemberg en droegen ze niet de titel van hun vader. Toen Claudine van Ferdinand I van Oostenrijk de titel “Gravin van Hohenstein” kreeg, namen ze die titel over. In 1863 kreeg hun zoon Frans de titel “Eerste Prins van Teck”, in 1871 de titel “Eerste Hertog van Teck” en in 1887 de titel “Prins van Württemberg”. In 1871 kregen Claudine en Amalie de titel “Prinses van Teck”.
Hij stierf op 4 juli 1885 op 80-jarige leeftijd.
- Gemeinsame Normdatei: 136913490
- Virtual International Authority File: 81178731